# Temporada 2000-01 de los New York Knicks
La temporada 2000-2001 fue la quincuagésimo quintade los New York Knicks en la NBA. La temporada regular acabó con 48 victorias y 34 derrotas, ocupando el cuarto puesto de la conferencia, clasificándose para los playoffs, donde cayeron en primera ronda ante los Toronto Raptors.

## Elecciones en el Draft
| Ronda | Puesto | Jugador        | Posición  | Nacionalidad   | Universidad/Club |
| ----- | ------ | -------------- | --------- | -------------- | ---------------- |
| 1     | 22     | Donnell Harvey | Ala Pívot | Estados Unidos | Florida          |
| 2     | 39     | Lavor Postell  | Escolta   | Estados Unidos | St. John's       |

## Temporada regular
| División Atlántico   | División Atlántico | División Atlántico | División Atlántico | División Atlántico | División Atlántico | División Atlántico | División Atlántico | División Atlántico |
| Equipo               | G                  | P                  | %                  | PD                 | Casa               | Fuera              | Div                |                    |
| -------------------- | ------------------ | ------------------ | ------------------ | ------------------ | ------------------ | ------------------ | ------------------ | ------------------ |
| y-Philadelphia 76ers | 56                 | 26                 | .683               | –                  | 29–12              | 27–14              | 18–6               |                    |
| x-Miami Heat         | 50                 | 32                 | .610               | 6                  | 29–12              | 21–20              | 15–10              |                    |
| x-New York Knicks    | 48                 | 34                 | .585               | 8                  | 30–11              | 18–23              | 16–9               |                    |
| x-Orlando Magic      | 43                 | 39                 | .524               | 13                 | 26–15              | 17–24              | 14–10              |                    |
| e-Boston Celtics     | 36                 | 46                 | .439               | 20                 | 20–21              | 16–25              | 11–13              |                    |
| e-New Jersey Nets    | 26                 | 56                 | .317               | 30                 | 18–23              | 8–33               | 8–16               |                    |
| e-Washington Wizards | 19                 | 63                 | .232               | 37                 | 12–29              | 7–34               | 3–21               |                    |

## Playoffs

### Primera ronda
New York Knicks  vs. Toronto Raptors
| Fecha       | Partido                                 | Ciudad     |
| ----------- | --------------------------------------- | ---------- |
| 22 de abril | New York Knicks 92, Toronto Raptors 85  | Nueva York |
| 26 de abril | New York Knicks 74, Toronto Raptors 94  | Nueva York |
| 29 de abril | Toronto Raptors 89, New York Knicks 97  | Toronto    |
| 2 de mayo   | Toronto Raptors 100, New York Knicks 93 | Toronto    |
| 4 de mayo   | New York Knicks 89, Toronto Raptors 93  | Nueva York |
|             | Toronto Raptors gana las series 3-2     |            |

## Estadísticas

### Temporada regular
| Jugador             | PJ | PT | MPP  | %TC  | %3P  | %TL  | RPP  | APP | ROB | TPP | PPP  |
| ------------------- | -- | -- | ---- | ---- | ---- | ---- | ---- | --- | --- | --- | ---- |
| Allan Houston       | 78 | 78 | 36.6 | .449 | .381 | .909 | 3.6  | 2.2 | .7  | .1  | 18.7 |
| Latrell Sprewell    | 77 | 77 | 39.2 | .430 | .304 | .783 | 4.5  | 3.5 | 1.4 | .4  | 17.7 |
| Marcus Camby        | 63 | 63 | 33.8 | .524 | .125 | .667 | 11.5 | .8  | 1.0 | 2.2 | 12.0 |
| Glen Rice           | 75 | 25 | 29.5 | .440 | .389 | .852 | 4.1  | 1.2 | .5  | .2  | 12.0 |
| Kurt Thomas         | 77 | 29 | 27.6 | .511 | .333 | .814 | 6.7  | .8  | .8  | .9  | 10.4 |
| Larry Johnson       | 65 | 65 | 32.4 | .411 | .313 | .797 | 5.6  | 2.0 | .6  | .4  | 9.9  |
| Charlie Ward        | 61 | 33 | 24.5 | .416 | .383 | .800 | 2.6  | 4.5 | 1.1 | .2  | 7.1  |
| Othella Harrington† | 30 | 5  | 18.3 | .554 |      | .729 | 3.3  | .7  | .5  | .6  | 6.2  |
| Mark Jackson†       | 29 | 28 | 27.1 | .411 | .310 | .529 | 4.1  | 5.6 | .7  | .0  | 5.9  |
| Chris Childs†       | 51 | 5  | 25.7 | .419 | .313 | .848 | 2.7  | 4.6 | .7  | .1  | 4.8  |
| Erick Strickland†   | 28 | 0  | 15.0 | .305 | .340 | .857 | 1.9  | 1.0 | .8  | .0  | 4.3  |
| Lavor Postell       | 26 | 0  | 6.5  | .315 | .273 | .815 | 1.0  | .2  | .2  | .1  | 2.3  |
| Felton Spencer      | 18 | 0  | 6.3  | .600 |      | .600 | 1.9  | .1  | .1  | .1  | 2.2  |
| Luc Longley         | 25 | 2  | 12.0 | .333 |      | .765 | 2.6  | .3  | .1  | .4  | 2.0  |
| Rick Brunson†       | 15 | 0  | 4.4  | .421 | .000 | .667 | .8   | .5  | .1  | .0  | 1.3  |
| Travis Knight       | 45 | 0  | 5.7  | .189 | .000 | .500 | 1.2  | .1  | .1  | .2  | .6   |

### Playoffs
| Jugador            | PJ | PT | MPP  | %TC  | %3P  | %TL   | RPP  | APP | ROB | TPP | PPP  |
| ------------------ | -- | -- | ---- | ---- | ---- | ----- | ---- | --- | --- | --- | ---- |
| Allan Houston      | 5  | 5  | 37.8 | .594 | .545 | 1.000 | 1.8  | 1.4 | 1.0 | .2  | 20.8 |
| Latrell Sprewell   | 5  | 5  | 42.4 | .407 | .214 | .760  | 3.0  | 3.4 | 1.0 | .2  | 18.4 |
| Kurt Thomas        | 5  | 5  | 37.2 | .532 |      | .710  | 11.2 | 1.8 | .4  | 1.0 | 14.4 |
| Glen Rice          | 5  | 0  | 28.8 | .462 | .429 | .875  | 4.4  | .6  | .6  | .2  | 12.2 |
| Mark Jackson       | 5  | 5  | 31.2 | .500 | .250 | 1.000 | 5.2  | 5.2 | 1.6 | .0  | 9.0  |
| Marcus Camby       | 4  | 4  | 35.3 | .385 |      | .385  | 8.0  | 1.8 | .5  | 2.3 | 6.3  |
| Charlie Ward       | 5  | 0  | 17.2 | .296 | .250 | 1.000 | 1.4  | 1.4 | .4  | .0  | 5.0  |
| Othella Harrington | 5  | 1  | 15.4 | .500 |      | .800  | 3.0  | .4  | .8  | .4  | 3.6  |
| Rick Brunson       | 2  | 0  | 2.0  | .000 |      | .750  | .0   | .0  | .0  | .0  | 1.5  |
| Travis Knight      | 1  | 0  | 1.0  |      |      |       | .0   | .0  | .0  | .0  | .0   |
| Felton Spencer     | 2  | 0  | 2.0  |      |      |       | .0   | .0  | .0  | .0  | .0   |

- † Indica jugador que perteneció a más de una plantilla durante la temporada. Las estadísticas solo reflejan su paso por los Knicks.

## Galardones y récords
| Jugador          | Galardón |
| Allan Houston    | All-Star |
| Latrell Sprewell | All-Star |